# Marius Férotin
Marius Férotin (Châteauneuf-du-Rhône, 18 de diciembre de 1855-Southampton, 15 de setiembre de 1914) fue un historiador e hispanista francés. Alumno primero de la abadía cisterciense de Notre-Dame d'Aiguebelle, se distingue por su amor al estudio, sus excepcionales dotes para la historia y todo lo relacionado con la erudición. Al finalizar los cursos de Humanidades, se dirige a la abadía de Solesmes (Sarthe) donde toma el hábito benedictino de Dom Guéranger en setiembre de 1874 y profesa el 8 de setiembre de 1876. 
Concluida su carrera eclesiástica y monástica, se entrega con actividad casi febril al cultivo de la Historia, la Arqueología, la Bibliografía y las lenguas orientales. En 1880, cuando la persecución religiosa arrecia en Francia, se establece en España, en el antiguo monasterio de Santo Domingo de Silos con una colonia de monjes franceses. Del antiguo tesoro del monasterio, solo quedaba, casi intacto, el archivo. Nombrado archivero del monasterio, lee y transcribe los documentos confiados a su cuidado. Realiza algunos viajes a París, Madrid y Londres con el fin de bucear en las bibliotecas que pudiesen proporcionar datos complementarios y ponerle en la pista de nuevos hallazgos.  

## Obras
- Recueil des chartes de l'abbaye de Silos (París, 1897)
- Histoire de l'abbaye de Silos (París, 1897)
- La Vierge Espagnole Eterie (París, 1903)
- Monumenta Ecclesiae Liturgica (1904)
- Liber Sacramentorum